# 블리치 (애니메이션)
《블리치》(BLEACH)는 쿠보 타이토(久保帶人)가 원작한 일본의 애니메이션이다. 2004년 10월 애니메이션으로 제작되어 2012년 3월까지 TV 도쿄에서 방영되었으며, 스튜디오 피에로에서 애니메이션을 제작했다. 대한민국에서는 2007년부터 투니버스에서 방영되기 시작했다.
2022년 10월 종영 약 10년 만에 《블리치 천년혈전편》부터 방영이 재개되었다.

## 개요
시리즈 구성은 3개의 시리즈로 나뉘어 있으며 1 시리즈부터 약 20화 정도의 구성으로되어 있었다. 이 때문에 사신 대행편에는, 원작의 단행본 발간 속도를 추월했다. 후에 방송된 애니메이션은 원작의 오리지널 스토리이며, 바운트 편은 약 1년간의 장기적인 스토리가 전개되었다. DVD의 발매도 이루어졌기 때문에, 1시리즈 약 20 에피소드라는 법칙은 완전히 사라져, 원작에 충실하게 전개되고 있다. 화면 비율은 처음에는 4:3이었지만, 후에는 16:9 HD 사이즈로 변경되었다. 케로로 군조가 끝나면서, 이 작품은 2011년 4월 5일 방송분부터 TV 도쿄에서 최장수 애니메이션이다.

## 같이 보기
- 블리치